# Доміноштайн

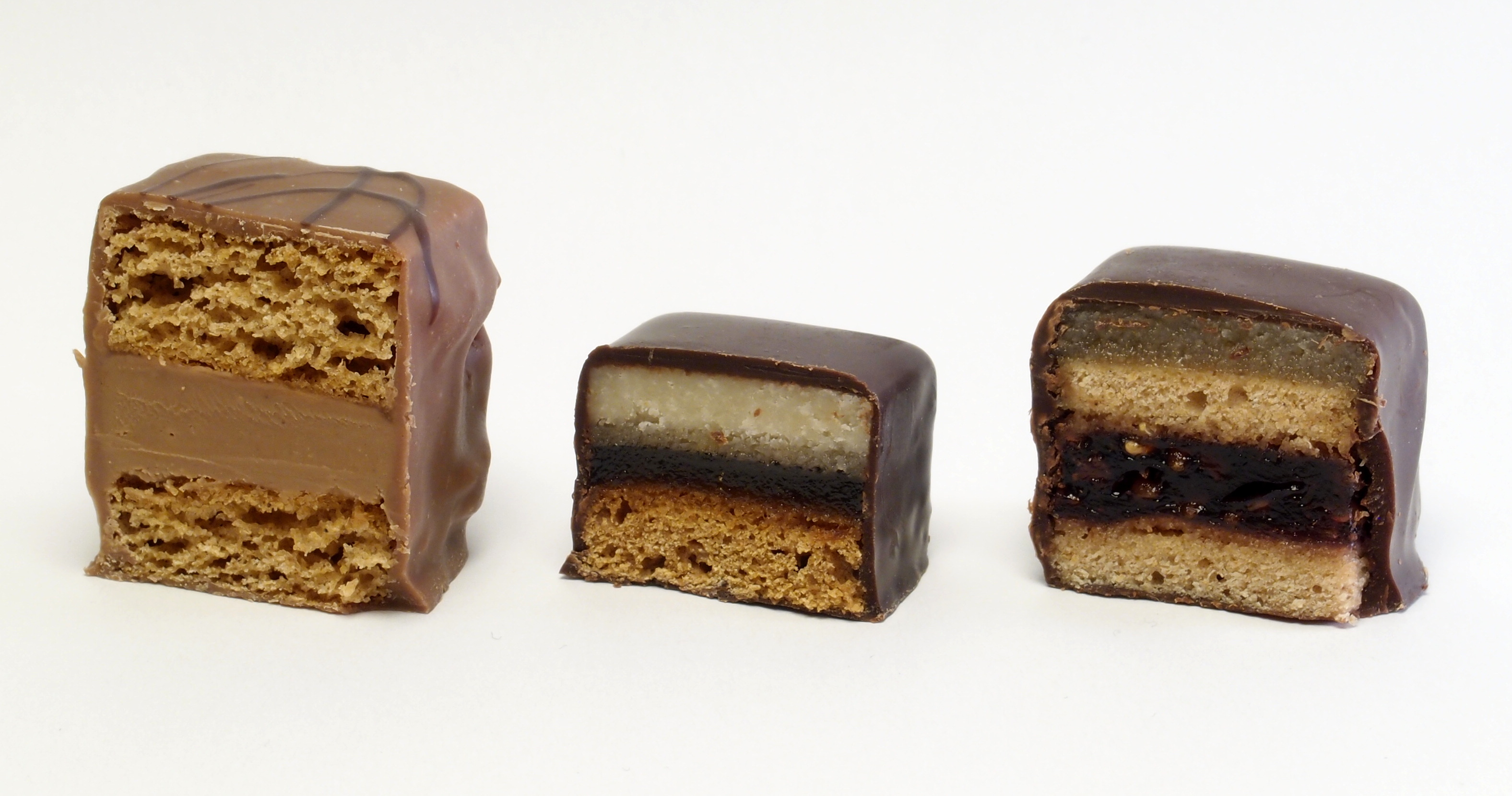
Варіанти десерту

Доміноштайн (від нім. Dominostein — доміно) — німецький традиційний різдвяний десерт. Складається з декількох шарів: переважно желе, горіхи, марципани, печиво та покривається шоколадною глазур'ю. Вживається та готується протягом всього року, проте найчастіше в осінньо-зимовий період та вважаються різдвяним печивом.
Доміноштайн був вигаданий у 1936 році Гербертом Вендлером у Дрездені. Було досить вигідно покривати тонким шаром шоколадної глазурі, що робило цей продукт привабливим для покупців. В сукупності з дешевизною цей десерт став дешевою заміною дорогого праліне. У періоди нестачі продовольства під час Другої світової війни, доміноштайн називався «Notpraline». Послідовники цієї традиції виходять під ім'ям «Dr. Quendt». Вони успадкували оригінальний рецепт Герберта Вендлера.